# Zgornja Senarska
Zgornja Senarska este o localitate din comuna Sveta Trojica v Slovenskih goricah, Slovenia, cu o populație de 323 de locuitori.